# Acrophyllum
Acrophyllum is een geslacht van bomen en struiken uit de familie Cunoniaceae. Het geslacht telt een soort die voorkomt in Oost-Australië.

## Soorten
- Acrophyllum australe (A.Cunn.) Hoogland